# Witgoud

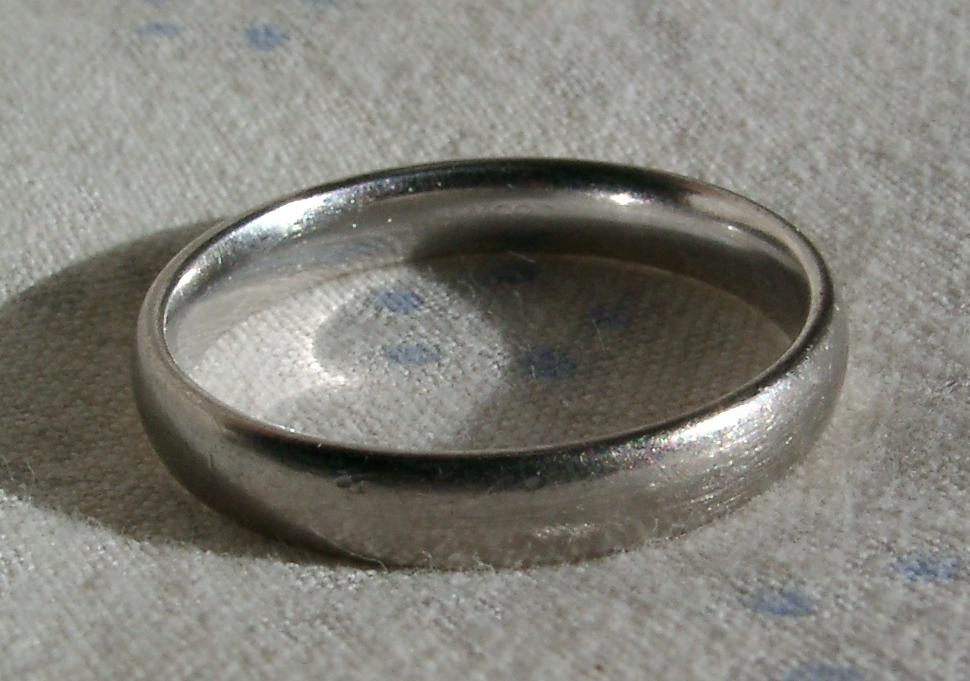
witgouden ring

Witgoud is meestal een legering van goud en palladium of nikkel en wordt nogal eens verward met platina of zilver omdat ze qua kleur op elkaar lijken. Witgoud wordt niet in de natuur gevonden, maar is altijd door mensen gemaakt.

## Fabricagetechnieken
Witgoud kan op twee manieren gemaakt worden van het gewone, gele goud:
1. Door het te rodineren, het gouden voorwerp bedekken met een laagje van het witte metaal rodium. Het nadeel is dat dit af kan slijten.
2. Door het goud te legeren met andere metalen die een wit uiterlijk hebben, zoals palladium, nikkel, zilver[1] of zink[2].

Witgoud dat nikkel bevat heeft een warmere kleurtoon dan palladiumhoudend witgoud. Dat is donkerder en neigt naar grijs.

## Samenstelling
Vroeger werd meestal nikkel gebruikt voor het legeren van witgoud, dit omdat het goedkoper is dan palladium. Tegenwoordig wordt veel meer palladium gebruikt, omdat witgoud met (veel) nikkel, in verband met de nikkelafgifte, binnen de Europese Unie alleen onder strenge regels mag worden gebruikt. Er is nu ook een 19 karaat witgoudlegering, die ondanks het hoge percentage nikkel toch aan deze strenge regels voldoet. Het nikkel blijft door speciale mengtechnieken opgesloten in het goud. Deze legering is zo wit dat het niet meer gerodineerd hoeft te worden. Er wordt ook gezocht naar alternatieven zoals legeren met mangaan en dergelijke, omdat palladium door koerswijzigingen erg duur kan worden. Daarnaast worden ook zogenaamde hybride witgoudlegeringen gebruikt, waar zowel nikkel als palladium in zijn verwerkt. Het gebruik van nikkel heeft als voordeel dat het een veel wittere legering oplevert dan een legering met palladium. Deze legeringen zijn grijzer van kleur. Daarnaast geeft nikkel hardheid en slijtvastheid aan de legering. Witgoudlegeringen met palladium zijn zachter en worden daarom gebruikt in zettingen van (edel)stenen.
Meestal wordt er een afwerklaag van rodium voor een wittere glans toegepast. Dat proces wordt rodineren genoemd. Deze laag slijt er met gebruik vanaf, waardoor de echte kleur van witgoud weer te zien is. Er wordt vaak beweerd dat de laag rodium ervoor zorgt dat het sieraad minder krasgevoelig wordt en dus ook minder slijt, maar dat is in zeer beperkte mate waar.

## Waarde
Het goudgehalte van een gouden voorwerp wordt aangegeven met de term "karaat". Witgoud van 14 karaat is evenveel waard als geel goud van eveneens 14 karaat. Een witgouden sieraad kan in aanschaf wel duurder zijn, omdat het meer handelingen vergt om het te maken en ook wegens de relatief hoge prijs (wisselkoers) van het gebruikte palladium. Dat, in tegenstelling tot het in rood en geelgoud gebruikte koper en zilver, dat veel goedkoper is dan palladium.

## Wetenswaardigheden
- Geelgoud is meestal ook een legering, goud vermengd met zilver en koper.
- Zuiver goud, 24 karaat, is altijd geel.
- Ook waterkracht, cocaïne (witte goud)[5] asperges en sneeuw (economie van de wintersport) worden spreekwoordelijk als 'wit goud' aangeduid.